# Římskokatolická farnost Bubovice
Římskokatolická farnost Bubovice (latinsky Bubovicium) je bývalé územní společenství římských katolíků v Bubovicích a okolí. Organizačně spadalo do vikariátu Písek, který je jedním z deseti vikariátů českobudějovické diecéze. Bubovická farnost zanikla 31. prosince 2019 v rámci velké reorganizace farností v českobudějovické diecézi a její území i farníci byli připojeni k farnosti v Březnici. 

## Historie farnosti
Zdejší plebánie existovala již v roce 1361, matriky jsou vedeny od roku 1788.

## Kostely a kaple na území bývalé farnosti
| Kostel (kaple)               | Místo     | Bohoslužby               | Bohoslužby | Poznámka                      |
| ---------------------------- | --------- | ------------------------ | ---------- | ----------------------------- |
| Kostel svatého Václava       | Bubovice  | sobota (v zimním období) | 16.00      | filiální, bývalý farní kostel |
| Kostel svatého Václava       | Bubovice  | sobota (v letním období) | 18.00      | filiální, bývalý farní kostel |
| Kostel svaté Barbory         | Pročevily |                          |            | filiální kostel               |
| Kaple Navštívení Panny Marie | Hudčice   |                          |            |                               |
| kaple                        | Vševily   |                          |            |                               |